# Sonate pour piano no 5 de Hummel
Pour les articles homonymes, voir Sonate pour piano (homonymie).
La Sonate pour piano no 5 en fa dièse mineur, op. 81, est une sonate pour piano de Johann Nepomuk Hummel composée à Vienne en 1819.
Elle est la plus grande, complexe et connue de son corpus de sonates. En effet, elle demande une grande technicité et son caractère moderne pour l'époque est souvent comparé aux dernières sonates de Beethoven, son contemporain.

## Structure
Ce concerto comporte trois mouvements qui suivent la forme classique.
1. Allegro, à , en fa dièse mineur, 248 mesures.
2. Largo con molto expressione, à 
, en si mineur, 83 mesures.
3. Vivace, à , en fa dièse mineur, 270 mesures.

Durée de l'interprétation : environ 30 minutes.
- Incipit de l'Allegro :

- Début du second mouvement « Largo con molto expressione » :

- Début du dernier mouvement « Vivace » :